# 大ピンチずかん
『大ピンチずかん』（だいピンチずかん）は、鈴木のりたけによる日本の絵本。2022年2月に小学館から刊行され、2023年には続刊が出された。
子供が日常生活を送る上での「大ピンチ」を紹介する。

## 作品背景
我が子が牛乳をこぼし、その後の対処の様子が本作を作るきっかけとなった。当初は、失敗を恐れず前向きに生きようというメッセージを持たせる予定だったが、子供の失敗のネタを集めるうちに、図鑑にすることで失敗を重ねる中で恐怖をなくす効果が出るのではないかという期待から現在の形となった。また、本作はピンチの度合いを大きさで並べるだけでなく、ページが進むに従い主人公の世界が広がる仕掛けが施されている。
図鑑のような体裁になっていることについて作者は、「担当編集者が図鑑の編集をしていたこともある」と述べている。

## 反響
作者の鈴木のりたけは、編集者とこのようなことができたらおもしろいと話し合いながら、構えることなく楽しく作ってきたので最初は意外だったが、読者の感想を聞いたり反応を見る中で、ありふれたテーマであるため、話題にしやすかったのではないかとニュースサイト「ほんのひきだし」とのインタビューの中で分析している。また、鈴木は制作にあたり幅広い年代が楽しめることを意識したため、それがわかりやすいコンテンツとして受け入れられたのではないかとも推測している。
第13回リブロ絵本大賞、 第15回MOE絵本屋さん大賞第1位など8つの賞を受賞した。 
2023年の児童書では1番売れた本であり、本全体では2番目に売れた。
2024年7月時点で1作目『大ピンチずかん』は発行部数100万部を突破。第2作と合わせてシリーズ累計167部になった。

## 書誌情報
- 鈴木のりたけ『大ピンチずかん』小学館、2022年2月16日。ISBN 978-4097251385。
- 鈴木のりたけ『大ピンチずかん2』小学館、2023年11月22日。ISBN 978-4097252436。